# Robert Frazer
Robert Frazer (ur.  29 czerwca 1891 w Worcester, Massachusetts, USA  jako Robert William Browne, zm. 17 sierpnia 1944 w Los Angeles, Kalifornia, USA) – amerykański aktor.

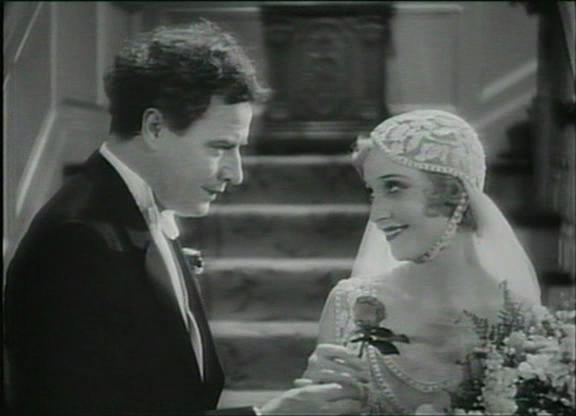
Robert Frazer i Madge Bellamy w White Zombie (1932)

## Wybrana filmografia
- The Decoy (1916)
- The Light at Dusk (1916)
- The Dawn of Love (1916)
- Her Code of Honor (1919)
- Bolshevism on Trial (1919)
- Fascination (1922)
- My Friend the Devil (1922)
- Jazzmania (1923)
- After the Ball (1924)
- Women Who Give (1924)
- Traffic in Hearts (1924)
- Men (1924)
- When a Man's a Man (1924)
- The Foolish Virgin (1924)
- The Charmer (1925)
- Miss Bluebeard (1925)
- The White Desert (1925)
- The Scarlet West (1925)
- The Keeper of the Bees (1925)
- Why Women Love (1925)
- Secret Orders (1926)
- The Speeding Venus (1926)
- Desert Gold (1926)
- Dame Chance (1926)
- The Isle of Retribution (1926)
- The City (1926)
- One Hour of Love (1927)
- Out of the Past (1927)
- Back to God's Country (1927)
- Burning Up Broadway (1928)
- The City of Purple Dreams (1928)
- Black Butterflies (1928)
- Out of the Ruins (1928)
- Sioux Blood (1929)
- The Drake Case (1929)
- Two-Gun Caballero (1931)
- Mystery Trooper (1931)
- The King Murder (1932)
- White Zombie (1932)
- The Three Musketeers (1933)
- The Mystery Squadron (1933)
- The Vampire Bat (1933)
- Found Alive (1933)
- Green Eyes (1934)
- The Clutching Hand (1935)
- The Fighting Pilot (1935)
- The Black Coin (1936)
- Easy Money (1936)
- We're in the Legion Now! (1936)
- Left-Handed Law (1937)
- Black Aces (1937)
- Religious Racketeers (1938)
- Cipher Bureau (1938)
- Law of the Wolf (1939)
- Navy Secrets (1939)
- Roar of the Press (1941)
- Pals of the Pecos (1941)
- Gangs of Sonora (1941)
- Black Dragons (1942)
- Inside the Law (1942)
- Seeing Hands (1943)
- Captain America (serial) (1944)
- Forty Thieves (1944)
- Law Men (1944)

## Życie osobiste
Frazer był żonaty z aktorką Mildred Bright.